# Steve Russell (politiker)
Steven Dane "Steve" Russell, född 25 maj 1963 i Oklahoma City i Oklahoma, är en amerikansk republikansk politiker. Han är ledamot av USA:s representanthus sedan 2011.
Under sin långa militära karriär tjänstgjorde Russell i Kosovo, Kuwait, Afghanistan och Irak.
Russell efterträdde 2015 James Lankford som kongressledamot efter att ha besegrat demokraten Al McAffrey i mellanårsvalet i USA 2014.
Den 6 november 2018 förlorade Russell mot demokraten Kendra Horn.
Han är gift med Cindy och har fem barn.